# Islands ambassadører i Frankrig
Islands første ambassadør i Frankrig var Pétur Benediktsson i 1946. Islands nuværende ambassadør i Frankrig er Þórir Ibsen.

## Liste over ambassadører
| #  | Navn                        | Tid             | Slut på mission  |
| -- | --------------------------- | --------------- | ---------------- |
| 1  | Pétur Benediktsson          | 10 januar 1946  | 30 november 1955 |
| 2  | Agnar Klemens Jónsson       | 11 juli 1956    | 1 januar 1961    |
| 3  | Hans G. Andersen            | 1 januar 1961   | 1 juni 1962      |
| 4  | Pétur Thorsteinsson         | 1 juni 1962     | 4 august 1965    |
| 5  | Henrik Sveinsson Björnsson  | 4 august 1965   | 28 april 1976    |
| 6  | Einar Benediktsson          | 28 april 1976   | 9 november 1982  |
| 7  | Tómas Á. Tómasson           | 9 november 1982 | 13 februar 1985  |
| 8  | Haraldur Kröyer             | 13 februar 1985 | 9 juni 1989      |
| 9  | Albert Sigurður Guðmundsson | 9 juni 1989     | 31 marts 1993    |
| 10 | Sverrir H. Gunnlaugsson     | 26 maj 1994     | 19 maj 1999      |
| 11 | Sigríður Ásdís Snævarr      | 19 maj 1999     | 11 januar 2005   |
| 12 | Tómas Ingi Olrich           | 11 januar 2005  | 15 januar 2010   |
| 13 | Þórir Ibsen                 | 15 januar 2010  |                  |